# Erich Kretschmann
Erich Justus Kretschmann (* 14. Juli 1887 in Berlin; † 1973) war ein deutscher Physiker, der wichtige Beiträge zur Relativitätstheorie verfasste.
Er promovierte 1914 an der Universität Berlin bei Max Planck und Heinrich Rubens. Danach arbeitete er als Gymnasiallehrer. 1920 wurde er Privatdozent für theoretische Physik an der Universität Königsberg, wo er 1926 außerordentlicher Professor wurde. Von 1946 bis 1952 war er Professor für theoretische Physik und Direktor des Instituts für theoretische Physik an der Martin-Luther-Universität Halle-Wittenberg.

## Werk
Kretschmann wurde vor allem durch seine Beiträge zur Relativitätstheorie bekannt. So formulierte er den Kretschmann-Skalar und das Punkt-Koinzidenz-Argument (point coincidence argument).
Besonders folgenreich für die weitere Interpretation der Allgemeinen Relativitätstheorie wurde eine Arbeit aus dem Jahre 1917. Kretschmann behauptete hier, dass die allgemeine Kovarianz (die Unveränderlichkeit der physikalischen Gleichungen bei allen erdenklichen Koordinatentransformationen) physikalisch leer ist, denn jede Theorie könne bei entsprechendem mathematischem Aufwand „allgemein kovariant“ geschrieben werden. Das bedeutet, dass Einsteins ursprüngliche Annahme, wonach die allgemeine Kovarianz automatisch die Gültigkeit eines allgemeinen Relativitätsprinzip als auch des Machschen Prinzips nach sich zieht, nicht aufrechterhalten werden konnte. Über die Bedeutung der allgemeinen Kovarianz in der allgemeinen Relativitätstheorie wird im Rahmen der Wissenschaftstheorie bis heute diskutiert.

## Schriften
- Kretschmann, Erich. 1915. Über die prinzipielle Bestimmbarkeit der berechtigten Bezugssysteme beliebiger Relativitätstheorien (I), (II). Annalen der Physik 48: 907–942, 943–982.

- ———. 1917. Über den physikalischen Sinn der Relativitätspostulate. A. Einsteins neue und seine ursprüngliche Relativitätstheorie. Annalen der Physik 53: 575–614.

| Personendaten    | Personendaten             |
| ---------------- | ------------------------- |
| NAME             | Kretschmann, Erich        |
| ALTERNATIVNAMEN  | Kretschmann, Erich Justus |
| KURZBESCHREIBUNG | deutscher Physiker        |
| GEBURTSDATUM     | 14. Juli 1887             |
| GEBURTSORT       | Berlin                    |
| STERBEDATUM      | 1973                      |